# Carl Gabriel Baenitz
Carl Gabriel Baenitz   (1837 - Cracòvia, 1913) va ser un botànic, briòleg, pteridòleg, alemany. Va realitzar revisions de Rubus per l' Herbarium europaeum i
va ser especialment actiu a Silèsia. Les seves col·leccions d'herbaris es troben a: Herbarium Europaeum, Herbarium Dedrologicum, Herbarium Americanum, Herbarium florae phaenogamicae Germaniae & Helvetiae.

## Abreviatura (botànica)
L'abreviació Baen. s'usa per designar Carl Gabriel Baenitz com autoritat en la descripció i classificació científica dels vegetals.

## Algunes publicacions
- 1872. Herbarium meist seltener und kritischer Pflanzen Deutschlands und der angrenzenden Länder: unter Mitwirkung zahlreicher Botaniker herausgegeben. 2 pàg.

### Llibres
- 1884. Lehrbuch der Zoologie in populärer Darstellung. 150 pàg.
- 1871. Beiträge zur Flora des Königreichs Polen. Ed. Druck von Emil Rautenber. 24 pàg.
- 1867. Flora der östlichen Niederlausitz. Görlitz. 162 pàg.

## Honors

### Epònims
Espècies

- (Acanthaceae) Beloperone baenitzii H.J.P.Winkl.[4]
- (Acanthaceae) Justícia baenitzii (H.J.P.Winkl.) C.Ezcurra[5]
- (Adiantaceae) Adiantum baenitzii Rosenst.[6]
- (Asteraceae) Hieracium baenitzii (Nägeli & Peter) Üksip[7]
- (Cyperaceae) Cyperus baenitzii Boeckeler[8]
- (Euphorbiaceae) Acalypha baenitzii Pax[9]
- (Fagaceae) Quercus × baenitzii A.Camus[10]
- (Potamogetonaceae) Potamogeton baenitzii Gand.[11]
- (Rosaceae) Potentilla baenitzii Borbàs[12]
- (Rosaceae) Rosa baenitzii Christ[13]
- (Rosaceae) Rubus baenitzii Sudre[14]
- (Rubiaceae) Asperula baenitzii Heldr. exBoiss.[15]
- (Solanaceae) Cestrum baenitzii Lingelsh.[16]
- (Woodsiaceae) Cystopteris baenitzii Dörfl. in Baen.[17]